# Энгберг, Габриель
Карл Габриель Энгберг (швед. Karl Gabriel Engberg, фин. Kaarle Gabriel Engberg; 24 марта 1872, Таммерфорс, Великое княжество Финляндское — 27 февраля 1953, Хельсинки, Финляндия) — финский художник шведского происхождения, исследователь саамской культуры, профессор (1947).

## Биография
Родился в Таммерфорсе, в Великом княжестве Финляндском, в семье плотника Карла Энгберга и его супруги Марии Густавы (в девичестве Альм).
С 1893 по 1895 годы учился в Центральной школе искусств и с 1894 по 1897 годы — в Рисовальной школе Финского художественного общества.
С 1897 по 1910 годы регулярно участвовал в выставках финских художников (также в 1924 и 1943 годах). Совершил три творческих поездки в Лапландию — в 1898 и 1905 годах — в Инари, а 1920 году — в Киттиля. Собранная художником в 1905 году и хранившаяся в музее Ваприйкки коллекция предметов саамской культуры, 14 мая 2015 года была передана в саамский музей «Сиида».
В 1900 году ассистировал Аксели Галлен-Каллела в создании фресок для Всемирной выставке в Париже. С 1908 по 1952 годы работал директором в музее Хяме и с 1930 по 1953 годы в Художественном музее Тампере.
В 1947 году удостоен звания профессора.